# Ercolania boodleae
Ercolania boodleae är en snäckart som först beskrevs av Baba 1938.  Ercolania boodleae ingår i släktet Ercolania och familjen Stiligeridae. Inga underarter finns listade i Catalogue of Life.